# Dahlem
Dahlem je část 10. obvodu města Berlína,
Steglitz-Zehlendorf, který tvoří jihozápadní cíp celého území a patří mezi bohatší čtvrti. V Dahlemu je sídlo Svobodné univerzity Berlín, mnoha vědeckých a kulturních institucí a přiléhá k němu i Botanická zahrada Berlín, největší v Evropě.

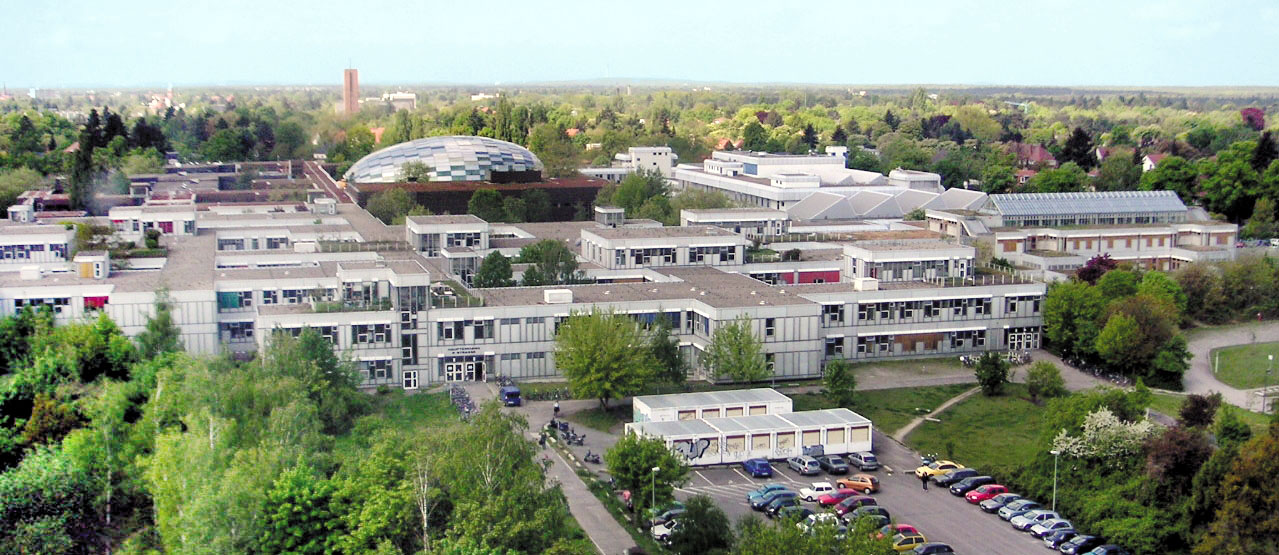
Komplex budov Svobodné univerzity v Dahlemu

## Historie
Nejstarší zpráva o obci pochází z roku 1275, kostel svaté Anny je však ještě starší. V 16. století si tu majitelé vybudovali reprezentativní sídlo a roku 1841 obec koupil Pruský stát. Od roku 1901 bylo území parcelováno a začala zde stavba vil a kulturních zařízení včetně řady vědeckých ústavů. Roku 1920 byl Dahlem začleněn do Velkého Berlína a připojen na podzemní dráhu. Za nacistického režimu zde bydlelo mnoho prominentů, po válce připadl Dahlem do amerického sektoru a bylo zde velitelství okupační armády. Roku 1946 zde byla založena Svobodná univerzita, protože Humboldtova univerzita byla v sovětském sektoru a studenti začali být perzekvováni za své názory.

## Pamětihodnosti
- Kostelík sv. Anny ze 13. století, kde byl až do svého zatčení roku 1937 pastorem Martin Niemöller
- Zámeček Grunewald se sbírkou obrazů
- Filologická knihovna Svobodné univerzity podle návrhu Normana Fostera
- Botanická zahrada Berlín leží sice na sousedním katastru, přístup je však z Dahlemu
- Muzejní centrum Berín-Dahlem zahrnuje Muzeum asijského umění a jedno z nejvýznamnějších etnologických muzeí v Evropě.
- Společnost Maxe Plancka zde má své ústředí a řadu vědeckých ústavů, mimo jiné pro molekulární genetiku a dějiny vědy.

## Doprava
Dahlem obsluhuje trať U3 berlínské podzemní dráhy a má zde stanici Dahlem-Dorf a čtyři další stanice.

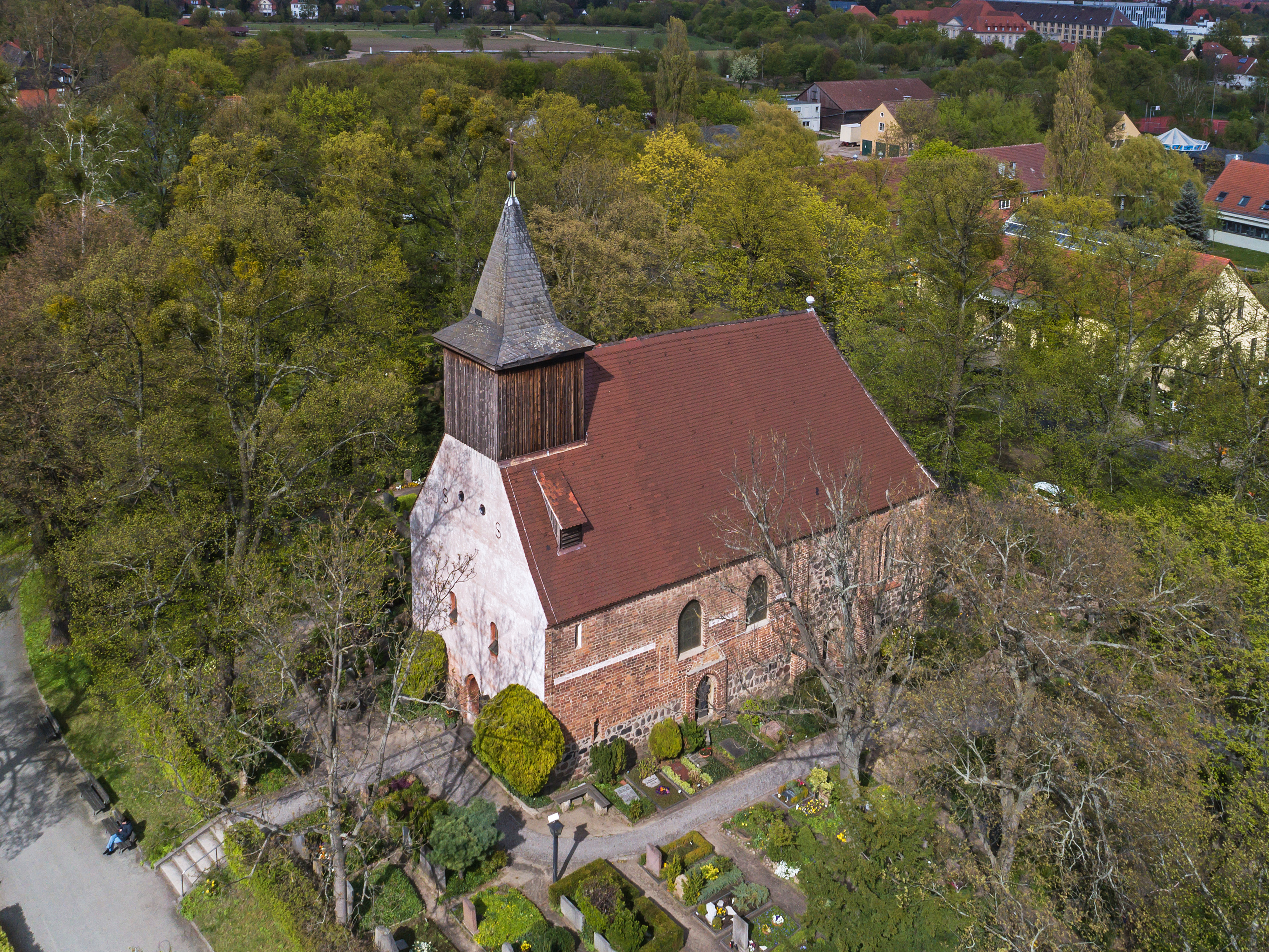
Kostel sv. Anny (kolem 1220)
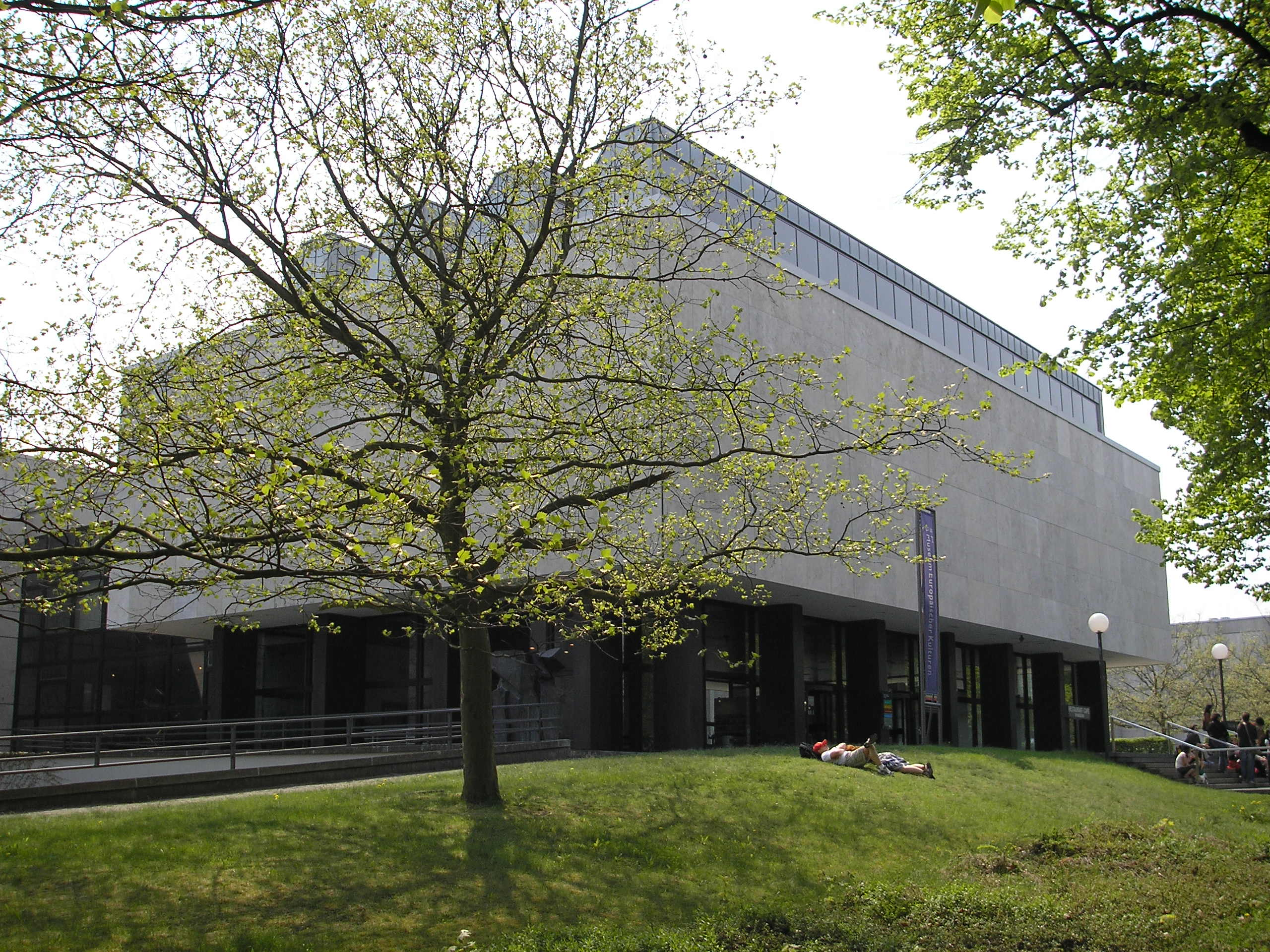
Muzeum v Dahlemu
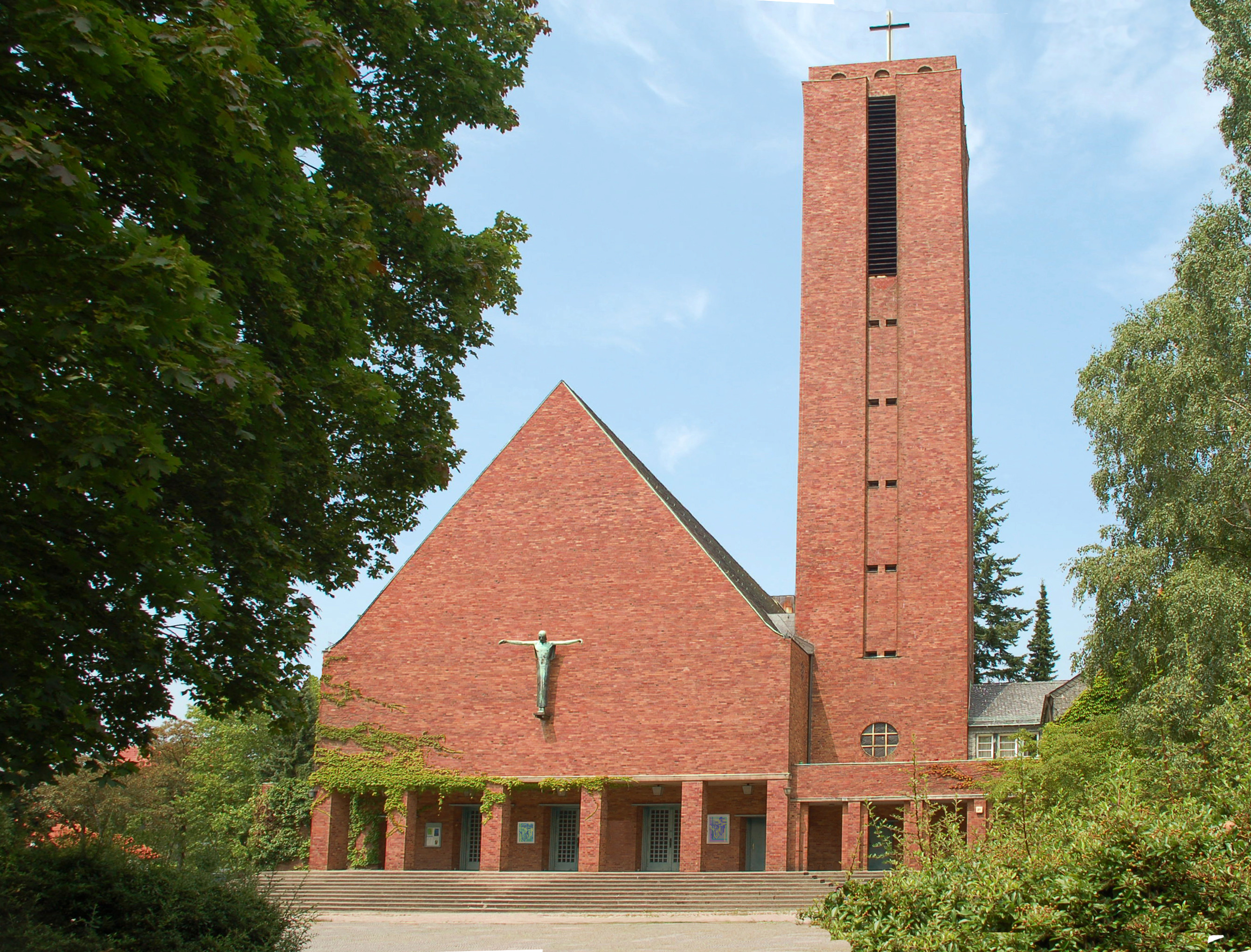
Evangelický kostel Ježíše Krista
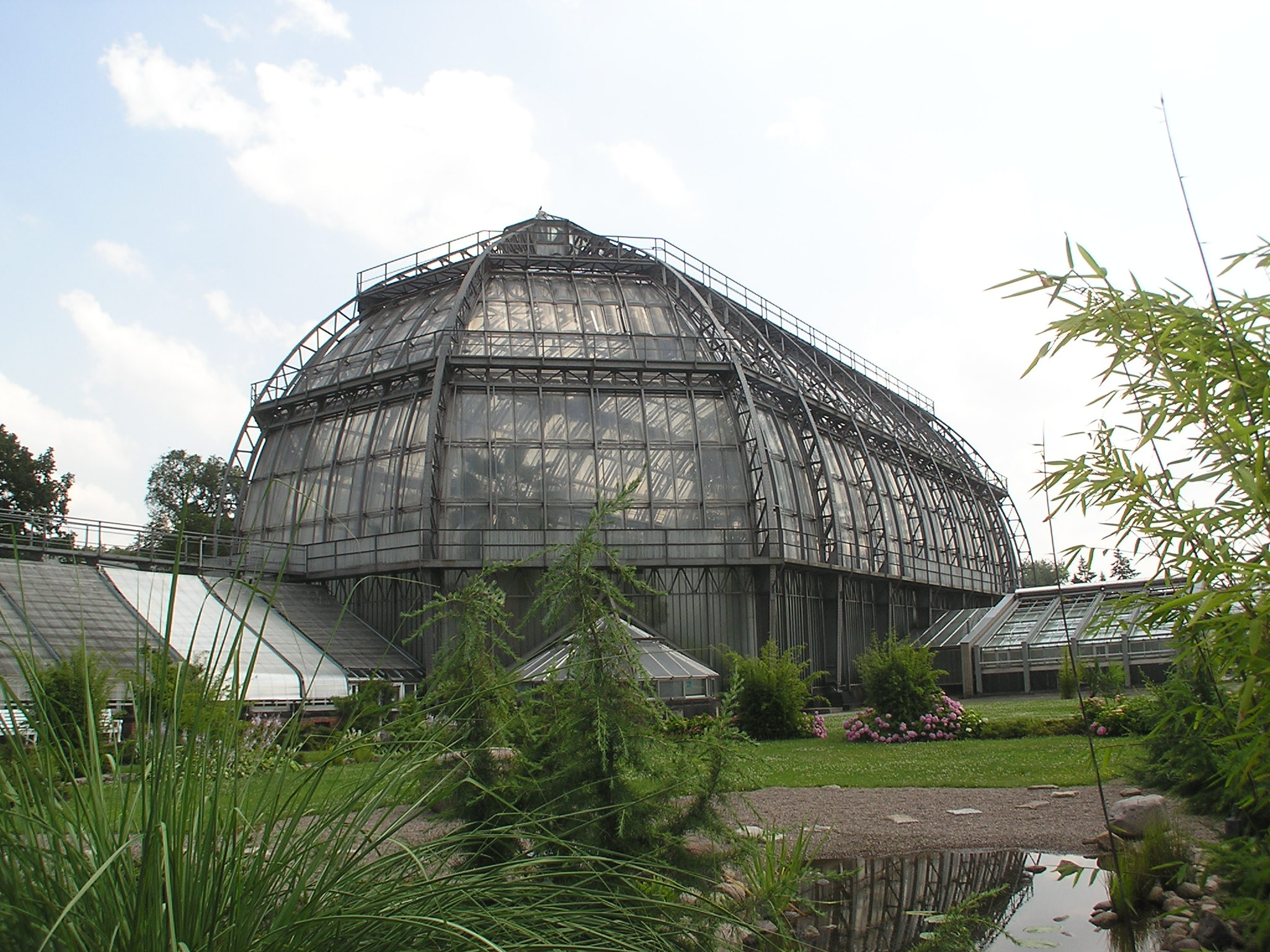
Velký skleník v botanické zahradě